# Puig d'Esquers
El puig d'Esquers de 606 metres ,és una muntanya doble que està situada entre els termes municipals de Colera i Llançà, a l'Alt Empordà. És una muntanya amb una visió excepcional de la plana empordanesa, així com de les petites valls que hi ha entre els últims contraforts muntanyencs i el mar (Llançà, Colera, Garbet), cosa que va fer que s'hi construís una caseta de vigilància per als incendis. Als seus vessants, hi trobem diferents monuments megalítics, així com les esglésies romàniques de Sant Miquel de Colera i Sant Martí de Vallmala
Aquest cim està inclòs al llistat dels 100 cims de la FEEC.

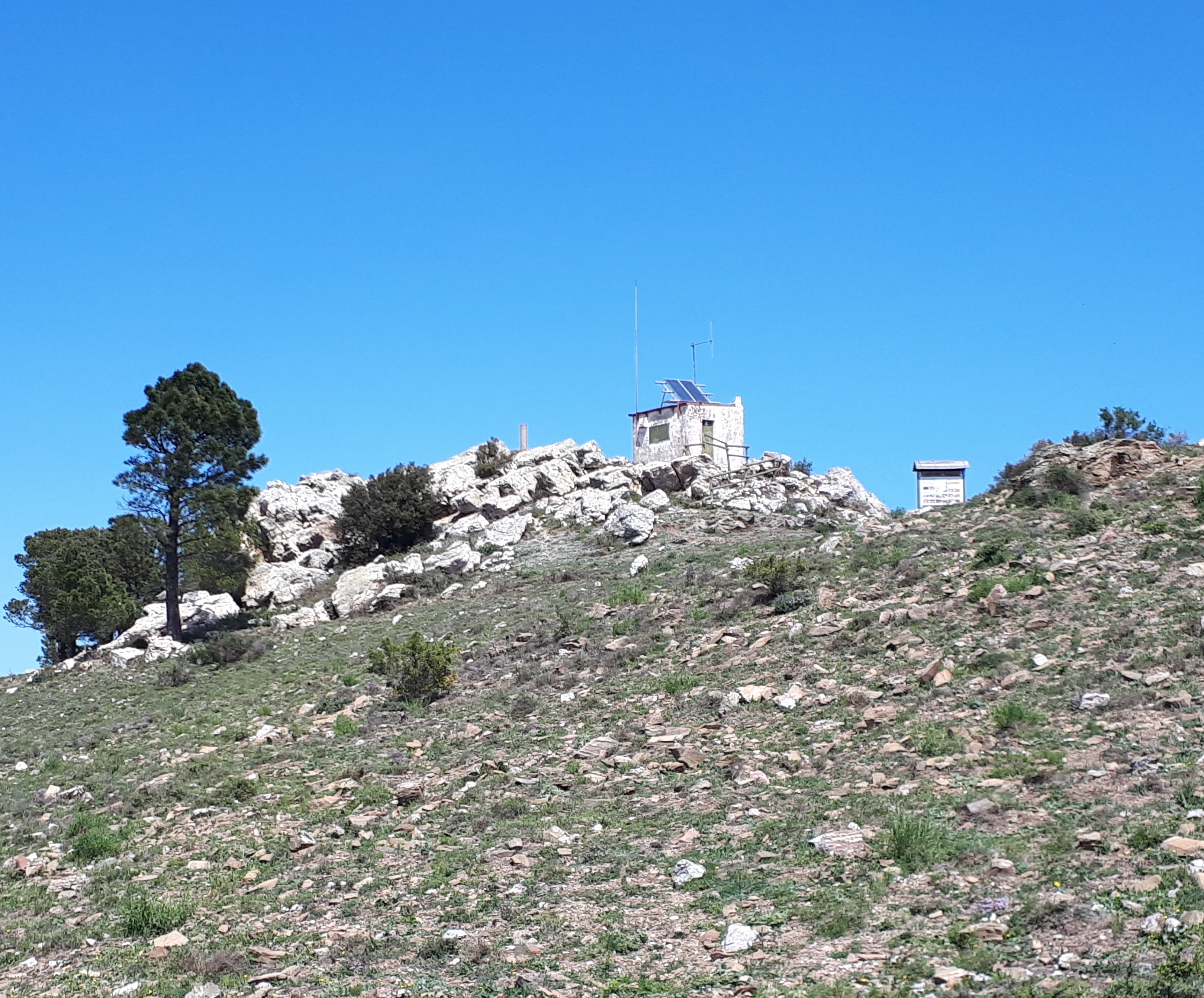
El cim del puig, situat sobre una ampla filó de quars.
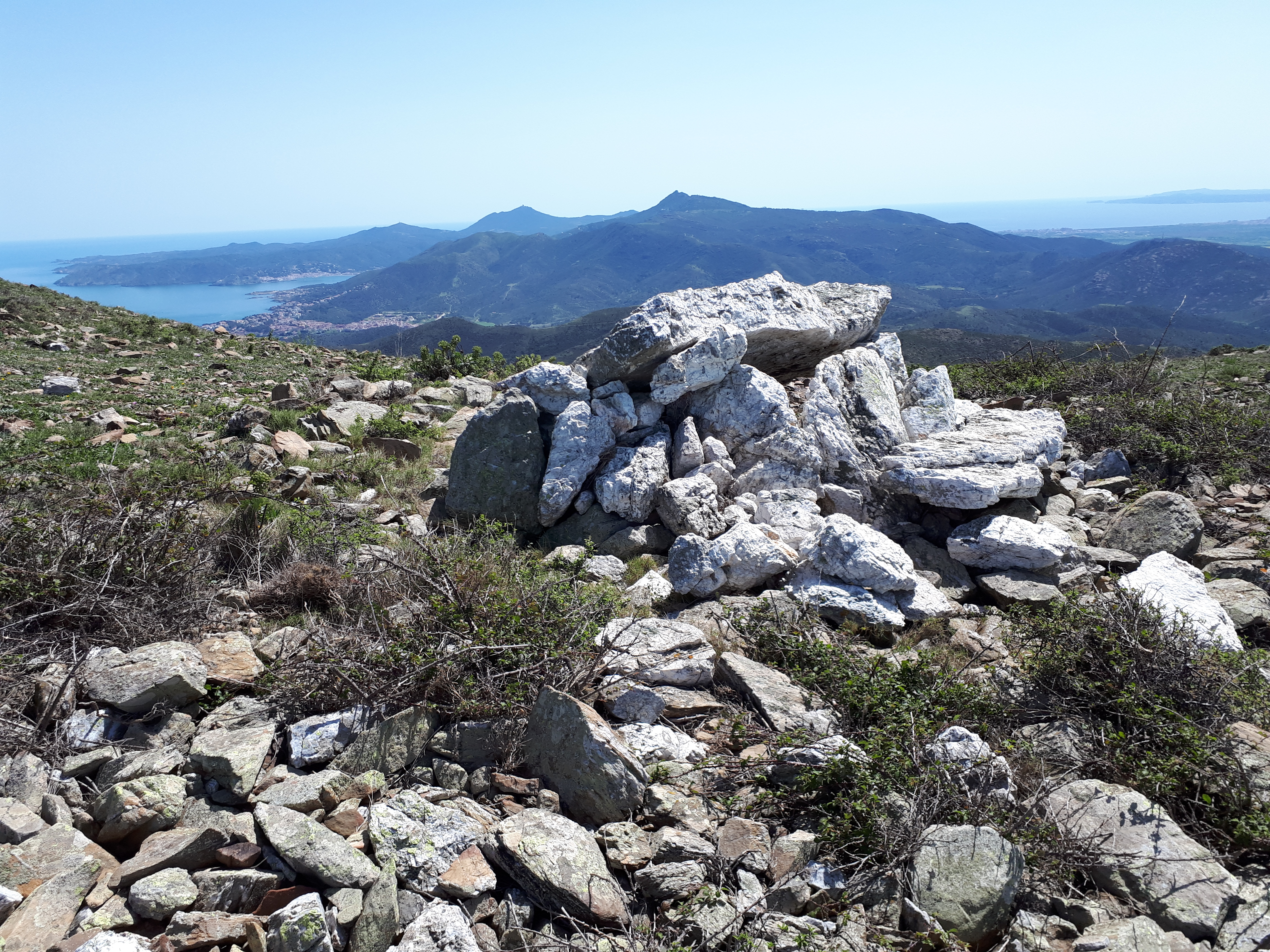
Dolmen del Puig d'Esquers.